# Malmköping
Malmköping ( pronúncia) é uma localidade da Suécia, situada na província histórica da Södermanland.
Tem cerca de  2 248 habitantes, e pertence à comuna de Flen.
Está localizada a 14 km a nordeste da cidade de Flen.

## Etimologia e uso
O nome geográfico Malmköping deriva das palavras nórdicas Malma (nome de uma aldeia) e köping (local de comércio), significando ”local de comércio de Malma” em sueco.
Em textos em português costuma ser usada a forma original Malmköping. 